# Inalcanzable
"Inalcanzable" é uma canção do grupo pop mexicano RBD, gravada para o seu quinto álbum de estúdio, Empezar Desde Cero (2007). A faixa foi escrita e produzida unicamente pelo compositor musical Carlos Lara. Em sua composição traz letras melancólicas e que falam de amor, tal amor que poderia ser interpretado como o que existia entre o grupo e seus fãs. Musicalmente, suas batidas são leves com som ao fundo de um piano, além de trazer influências genéricas do pop latino e da música pop, bem parecida a canção "Sálvame". Seu lançamento ocorreu em 8 de outubro de 2007, como primeiro single de divulgação do disco Empezar Desde Cero, antes do seu lançamento em novembro do mesmo ano.
A canção recebeu em maior parte análises positivas segundo a crítica especializada; a loja de música online Rhapsody elogiou a música por ser "uma balada coletiva bela e doce", e também comentou que o álbum Empezar Desde Cero "pode sinalizar o inicio de uma fase mais madura para o RBD". Outros críticos disseram que o refrão da canção é, sobretudo, "um hino memorável".

## Performances ao vivo
O RBD cantou "Inalcanzable" pela primeira vez no Evento 40 no México em 1º de novembro de 2007. Também em novembro de 2007, o sexteto apresentou a canção no programa mexicano de TV Mojoe. Em 12 de dezembro de 2007, o grupo apareceu sem o membro da banda Alfonso Herrera no FOX Sports Awards, onde cantaram o single. Em 15 de dezembro, o grupo apareceu no 1º Prêmio anual Mi TRL pela MTV Tres e também cantou "Inalcanzable". Também em dezembro de 2007, o grupo apareceu no Teletón mexicano e cantou o single.

## Recepção da critica
Em 26 de janeiro de 2008, a RBD apareceu no 'Evento Oye' na Cidade do México para cantar novamente "Inalcanzable". Em 1 de fevereiro de 2008, a RBD apareceu na festa antes do Super Bowl XLIII e cantou o sucesso. Em 10 de fevereiro, o grupo apareceu no programa mexicano En Familia con Chabelo, para cantar novamente "Inalcanzable". Em 24 de fevereiro, o grupo cantou a música no boom Boom Box en Estudio do Boomerang América Latina. Também em 2008, o grupo cantou "Inalcanzable" no programa de televisão musical Latino-americano Noche de Estrellas, apresentado pela cantora mexicana Yuri. Em 4 de março de 2008, o grupo realizou a música no programa da manhã americana ¡Despierta América!. No mesmo dia, o sexteto apareceu na televisão Escándalo, para divulgar novamente o single. Em 20 de março, a banda cantou "Inalcanzable" no especial de TV dos EUA Feliz 2008, gravado em Don Francisco. Em 25 de março, o grupo apareceu na gala TVE da Espanha, onde novamente realizaram o single bem sucedido. Em abril de 2008, a RBD apareceu novamente no "Evento 40" no México, organizado pelos Los 40 Principales, para cantar novamente "Inalcanzable". Em 19 de junho de 2008, a banda tocou a música novamente no show da Exa TV no México, mas com as ausências de Anahí, devido à doença, e Maite Perroni, devido à filmagem de Cuidado con el Ángel.
"Inalcanzable" foi geralmente bem recebido por críticos de música. Judy-Cantor Navas, diretora do serviço de música on-line Rhapsody, elogiou a música por ser uma "balada coletiva bonita e doce". Cantor-Navas também comentou que a nova música "poderia sinalizar o início de uma fase mais madura para o RBD".

## Vídeo musical

### Antecedentes
O vídeo musical da canção foi gravado na Cidade do México, capital do México, e filmado por cerca de 20 horas em uma casa antiga na Colônia San Rafael. Foi dirigido e realizado por Esteban Madrazo, diretor responsável por outros videoclipes do RBD, como nas canções "Empezar Desde Cero" e "Celestial".
Seu lançamento oficial ocorreu em 7 de novembro de 2007 no canal do Youtube da gravadora EMI e também no site do RBD. Porém sua estreia a nível mundial deu-se nos programas de televisão musicais Estreno Mundial do canal Ritmoson Latino, fato que ocorreu em 5 de dezembro, apesar do vídeo ter sido vazado um dia antes na internet.

### Sinopse
O vídeo apresenta vários efeitos especiais e mostra os membros RBD passando por um momento difícil, em que as pessoas muito especiais vêm para dar-lhes coragem e apoio. Essas pessoas muito especiais são fãs do RBD que refletem a mensagem que o grupo quer dar para fora.

## Recepção comercial
Nos Estados Unidos, "Inalcanzable" estreou no número trinta e seis no quadro de airplay do Billboard Latin Pop Songs em 4 de novembro de 2007. A música teve um grande impacto no mesmo gráfico na próxima edição, passando do #36 para o #9, sendo marcado como a música que aumentou mais em posições naquela semana e, eventualmente, chegou ao # 2. "Inalcanzable" tornou-se o quinto hit 10 da RBD no ranking da US Billboard Hot Latin Songs, atingindo o número 6 na classificação da sexta semana.

## Lista de faixas
| Maxi single |                                     |                |         |  |
| N.º         | Título                              | Compositor(es) | Duração |  |
| 1.          | "Inalcanzable" (Radio Edit)         | Carlos Lara    | 4:14    |  |
| 2.          | "Inalcanzable" (Dance radio mix)    | Lara           | 3:37    |  |
| 3.          | "Inalcanzable" (Dance extended mix) | Lara           | 5:23    |  |

| CD single |                |                |         |  |
| N.º       | Título         | Compositor(es) | Duração |  |
| 1.        | "Inalcanzable" | Lara           | 4:23    |  |

## Outras versões
O grupo musical de rock mexicano Moderatto lançou em 18 de agosto de 2022 uma versão de "Inalcanzable" em parceria com a cantora colombiana Susana Cala, a canção está presente no álbum Rockea Bien Duro (2022), lançado em homenagem ao grupo RBD.

## Créditos e pessoal
Todo o processo de elaboração da canção atribui os seguintes créditos pessoais:
- Alfonso Herrera – vocal
- Anahí – vocal
- Christian Chávez – vocal
- Christopher von Uckermann – vocal
- Dulce María – vocal
- Maite Perroni – vocal
- Carlos Lara – compositor e produtor
- Gustavo Borner – produtor

## Charts
| Charts (2007)                | Maior posição |
| ---------------------------- | ------------- |
| Romanian Top 100             | 2             |
| US Billboard Hot Latin Songs | 6             |
| US Billboard Latin Pop Songs | 2             |

## Histórico de lançamentos
| País   | Versão                   | Data                 | Formato             | Gravadora             | Ref.          |
| ------ | ------------------------ | -------------------- | ------------------- | --------------------- | ------------- |
| México | "Inalcanzable"           | 8 de outubro de 2007 | CD download digital | EMI Capitol Universal | [ 27 ] [ 28 ] |
| Mundo  | "Inalcanzable (En Vivo)" | 30 de abril de 2021  | Download digital    | Universal             | [ 29 ]        |